# Partido Coronel Rosales
Coronel Rosales ist ein Partido im Süden der Provinz Buenos Aires in Argentinien. Laut einer Schätzung von 2019 hat der Partido 63.433 Einwohner auf 1.312 km². Der Verwaltungssitz ist die Ortschaft Punta Alta.

## Orte
- Punta Alta (Verwaltungssitz)
- Villa General Arias
- Balneario Pehuen-Có
- Villa del Mar
- Bajo Hondo
- Calderón
- Paso Mayor
- Puerto Rosales
- Base Naval Puerto Belgrano
- Arroyo Pareja
- Punta Ancla
- Base de Infantería de Marina Baterías